# فرودگاه مواسه ر. اسپینوزا
فرودگاه مواسه ر. اسپینوزا (به انگلیسی: Moises R. Espinosa Airport) (به زبان بومی: Paliparang Moises R. Espinosa) یک فرودگاه همگانی مسافربری با کد یاتا MBT است که یک باند فرود آسفالت و بتن دارد و طول باند آن ۱۵۰۰ متر است. این فرودگاه در کشور فیلیپین قرار دارد و در ارتفاع ۸ متری از سطح دریا واقع شده‌است.

## شرکت‌های هواپیمایی و مقصدهای پروازی
| شرکت‌های هواپیمایی                      | مقصدهای پروازی                                   |
| -------------------------------------- | ------------------------------------------------ |
| سبو پسیفیک اجرا توسط Cebgo             | مکتان-کبو (آغاز از ۲۶ ژوئیه ۲۰۱۷), نینوی آکوئینو |
| فیلیپین ایرلاینز اجرا توسط PAL Express | نینوی آکوئینو                                    |